# Азбука Льва Толстого
«А́збука» — школьное пособие, написанное Львом Толстым для обучения детей чтению, письму и арифметике. Литературно-педагогическая работа, состоящая из четырёх книг и впервые изданная в 1872 году, включает не только адресованные ученикам короткие истории, былины, басни, загадки, но и рекомендации педагогам, методические советы и общие замечания. В третьей и четвёртой книгах «Азбуки» размещены рассказы «Кавказский пленник» и «Бог правду видит, да не скоро скажет».
Пособие, по свидетельству исследователей, относилось к числу любимых сочинений Толстого: автор надеялся, что с его помощью обретут грамотность по меньшей мере «два поколения русских детей — от царских до мужицких». Весьма резкие отзывы отдельных рецензентов, не принявших ни «Азбуку», ни педагогические методы писателя, сподвигли автора к существенной переработке книги. После изменений и дополнений, сделанных в 1874—1875 годах, она вышла под названием «Новая азбука». Этот вариант был рекомендован Министерством народного просвещения в качестве учебника для народных школ России. Ещё при жизни Толстого пособие было переиздано 28 раз.

## История создания
Наброски будущей «Азбуки», изначально имевшей название «Первая книга для чтения», появились в записной книжке Льва Толстого в 1868 году. Согласно авторскому замыслу, пособие должно было состоять из нескольких разделов: «буквослагательность», арифметика и «наставление учителю». Предварительный план включал также рассказ про мальчика Ваню и щенка Буяна, выросшего в преданного сторожевого пса; эта история впоследствии была изъята писателем из всех изданий, хотя, по утверждению его биографа Павла Бирюкова, «представляла несомненный педагогический интерес по лёгкости слога».
Подтверждением того, что идея написания «Азбуки» всерьёз занимала Толстого на протяжении длительного времени, являются воспоминания американского консула Скайлера, гостившего в Ясной Поляне в 1868 году:

Он много расспрашивал меня о разных методах, употребляемых в Америке, и по его просьбе я мог доставить ему <…> из «Nation» хороший выбор американских начальных и элементарных способов обучения чтению. В одном из них я помню, что произношение гласных и некоторых согласных было представлено наглядно буквами.

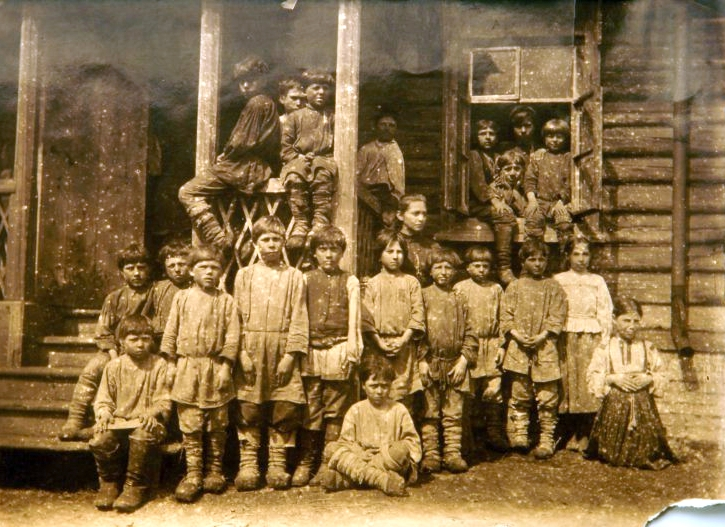
Дети в Ясной Поляне. 1875

Непосредственная работа над книгой началась осенью 1871 года. В те дни жена Толстого Софья Андреевна сообщала сестре, что «Лёвочка пишет, а я с Варей переписываю, идёт очень хорошо». Не желая ограничивать «Азбуку» одним лишь «буквосложением», Толстой искал для своего пособия интересные детские истории, в том числе научно-популярные, занимался их переводами, консультировался со специалистами. Много времени уходило на поиски оптимальных объяснений арифметических действий. Сын писателя Сергей Львович впоследствии рассказывал, что в этот период его отец неустанно листал словарь Даля и предлагал домашним порешать всевозможные языковые задачки: так, его интересовали значения приставок «су» («суглинок», «сумрак», «супесь») и «па» («пасынок», «падчерица», «паскуда»).
Для проверки действенности тех или иных дидактических приёмов писатель организовал домашнюю школу. Её посещали тридцать пять человек; в роли учителей выступали как сам Толстой, так и другие члены его семьи, в том числе жена и старшие дети — Сергей и Татьяна. По словам Софьи Андреевны, уже через несколько месяцев появились первые успехи: «почти все выучились читать довольно бойко по складам».

## Структура «Азбуки»

### Содержание первой книги

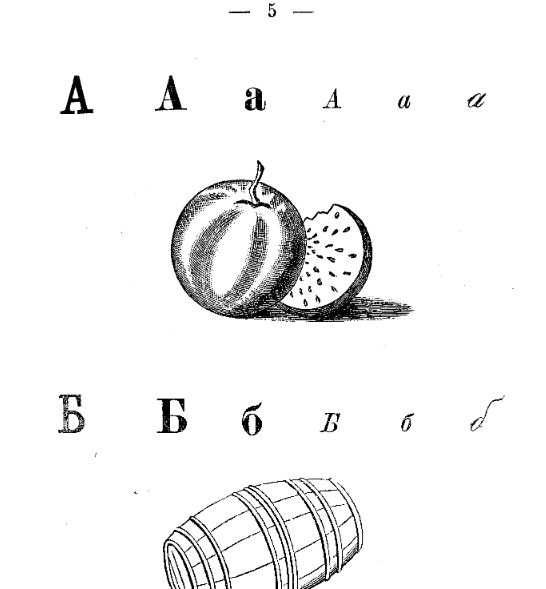
«Азбука». 1872

Книга открывается алфавитом; каждую из букв иллюстрирует картинка: «А» — арбуз, «Б» — бочка, «Р» — рыба. В качестве примеров для обучения чтению по слогам используются пословицы и поговорки: «На нет и суда нет», «Бабушке только дедушка не внук», «Руби дерево крепкое, гнилое само упадёт». Раздел, поясняющий, в чём разница между произношением и написанием отдельных букв, изобилует загадками: «На дворе горой, а в избе — водой» (Снег), «Без рук, без ног, под окном стучится — в дом просится» (Ветер), «Не живой, а дышит» (Квашня).
Вторая часть «Азбуки» представляет собой серию небольших рассказов нравоучительного характера. «Черепаха и орёл» — история о том, как пресмыкающееся безуспешно пыталось научиться летать. «Тонкие нитки» — байка о недалёком человеке, который заплатил пряхе деньги за созерцание пустого места. Притча про «Лгуна» повествует о мальчике, трижды обманывавшем пастухов. Когда на охраняемое им стадо действительно напали волки, крики о помощи оказались бесполезными: юному лжецу никто не поверил.
В отдельном разделе автор знакомит читателей с бытом жителей других стран. В него вошли истории про индийского слона, не любившего своего хозяина, но с почтением относившегося к его детям; про китайскую царицу Силинчи, научившую свой народ разводить червей на тутовых деревьях и ткать из их паутины шёлковые платки; про эскимосов, живущих в снежных домах.
В третьей части пособия напечатаны отрывки из «Несторовой летописи», «Четьих-миней», «Книги Бытия» и «Евангелия от Матфея». Четвёртая часть даёт азы арифметики: в ней объясняется, что такое счёт и чем отличаются римские цифры от арабских. Завершают «Азбуку» методические советы, в которых поясняется, как преподавателям следует использовать предложенные в книге упражнения для занятий в школе и дома. При обучении грамоте все способы хороши, если ученик не скучает, подчёркивает автор.

### Содержание остальных книг
Порядок размещения материалов во второй, третьей и четвёртой книгах почти такой же, что и в первой. Разница между ними заключается в отсутствии азбуки (она включена лишь в начальный том). Каждая из последующих книг разбита на три раздела. В первый входят литературные материалы для самостоятельного чтения. Во второй — тексты на церковно-славянском языке. Третья часть — это занятия по арифметике. Замыкают каждый том авторские рекомендации для учителей.

## Публикация
Толстой, завершая работу над «Азбукой», надеялся, что в мае 1872 года книга будет экспонирована на педагогической выставке в Москве. Однако сложный формат издания, в котором сочетались разнородные шрифты, таблицы, рисунки и надстрочные буквы, не позволил московской типографии Т. Рис уложиться в намеченный срок. Устав от «корректуры, ожидания, вранья, поправок», писатель решил изъять рукопись и передать её в Петербург. На роль наблюдателя, который мог бы контролировать издательский процесс, он выбрал публициста Николая Страхова:

Только вам я бы мог поручить эту работу так, чтобы самому уже не видать её. Вознаграждение вы определите сами такое, которое бы равнялось тому, что вы зарабатываете в хорошее время. Время, когда печатать, вы определите сами. <…> Если вы согласитесь, то сделаете для меня такое одолжение, значения которого не могу вам описать.

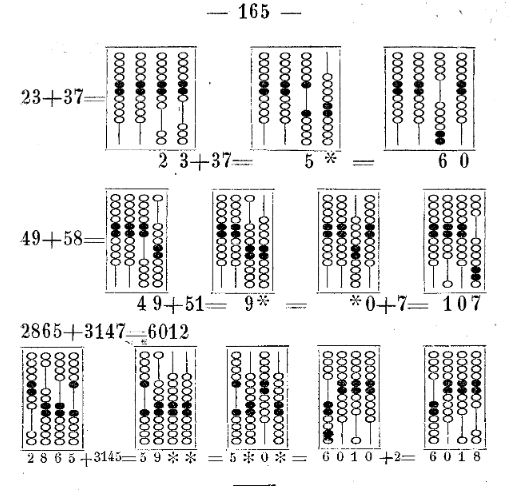
«Азбука». Раздел, посвящённый арифметике. 1872

Страхов уже имел представление о содержании новой книги Толстого: ранее он обращался к писателю с просьбой передать ему для публикации в столичном журнале «Заря» один из новых рассказов, получил «Кавказского пленника» и напечатал его во 2-м номере за 1872 год. К просьбе Льва Николаевича проконтролировать выход учебного пособия он отнёсся доброжелательно; с этого момента все правки в книге шли через него. Толстой почти всё лето вносил изменения в рукопись; по собственному признанию, он «до одурения занимался окончанием арифметики», а посвящённый ей раздел считал «лучшим в книге».
В одном из писем Страхову писатель прогнозировал, что «Азбука» будет востребована у покупателей, её начнут приобретать учителя, а редакторы «растащат по хрестоматиям», однако ждать головокружительного успеха не стоит: «Имеют свои судьбы книги, и авторы чувствуют эти судьбы».

## Отзывы
Писатель, предрекавший недоброжелательную реакцию читателей, оказался прав. «Азбука» вышла 1 ноября 1872 года, и менее чем через две недели Толстой сообщил Страхову, что книга «не идёт, её разбранили в „Петербургских ведомостях“». Литературный критик Виктор Буренин в рецензии, опубликованной в этом издании, весьма жёстко отозвался о рассказе «Бог правду видит, да не скоро скажет», который был напечатан в столичном журнале «Беседа» раньше, чем попал в «Азбуку». По словам Буренина, это произведение «не годится ни для взрослых, ни для детей». Обнаружив у писателя вирус «эстетического самодурства», критик предположил, что в основе толстовской «Азбуки» — желание автора «доставить удовлетворение единственно его эстетическим стремлениям».

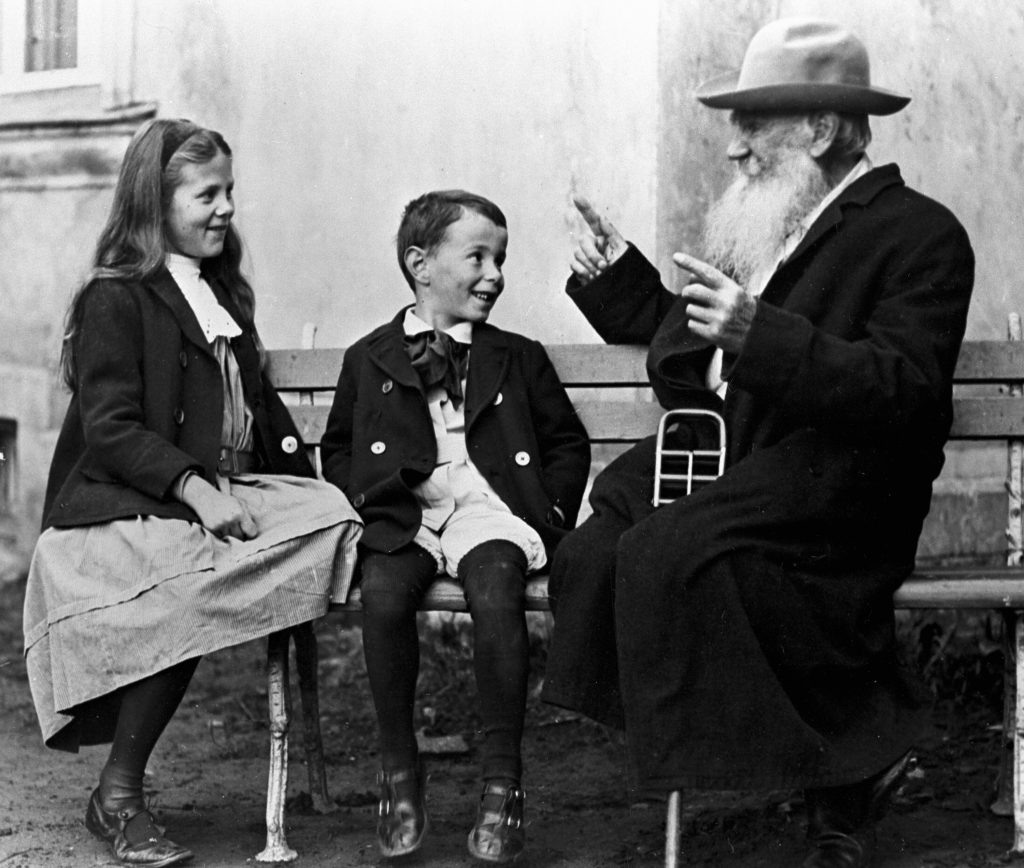
Толстой с внуками

В начале декабря в тех же «Санкт-Петербургских ведомостях» появилась статья историка литературы Петра Полевого, в которой говорилось, что «Азбука» «обманула ожидания почитателей» творчества Толстого. Претензии Полевого были многочисленными: по его мнению, автор мало внимания уделил «настоящей истории», а научно-популярные рассказы из области естествознания показались рецензенту «явлением оригинальным и странным». Сильное раздражение вызвал язык книги: критик заметил, что пособие написано на «каком-то орловско-калужском наречии». Завершалась статья сожалением о том, что писатель, готовя «Азбуку», проигнорировал свежие наработки из области педагогики:

Ему хочется создать какую-то свою новую методу… Он горячо принимается за дело, собирает, громоздит материал, строит, составляет, стараясь во что бы то ни стало построить и составить совсем не так, как строили до него, и в результате выходит какая-то действительно довольно оригинальная смесь материала, но только не имеющая ничего общего ни с какою постройкой.
Вышедший в январе 1873 года очередной номер журнала «Вестник Европы» также отметился публикацией, посвящённой «Азбуке». Статью написал бывший учитель тульской гимназии Е. Л. Марков, у которого были давние счёты с писателем: десятью годами ранее Толстой критически отозвался о его педагогической методике. Ответом стала язвительная рецензия, в которой Марков отметил утомительно-морализаторский тон «Азбуки», назвал вошедшие в пособие дидактические материалы «и странными, и смешными», а приёмы обучения грамоте — безнадёжно устаревшими; по словам критика, Толстой «сажает школьника на прадедовскую зубристику слогов».
Если вся книга, которую собирается издать для сельских школ гр. Л. Н. Толстой, состоит из рассказов, написанных тем же пошибом, как «Кавказский пленник», то книга эта станет совершенно особо в нашей литературе. Присяжные педагоги, может быть, и найдут её неудобною, но зато никто и никогда не в состоянии будет отнять у неё значение образца того, как следует писать для народа.
В рецензии, опубликованной в церковной газете «Современность», анонимный автор приветствовал включение в книгу упражнений по изучению славянской письменности; в то же время неизвестный публицист усомнился в необходимости использовать «слуховой способ обучения грамоте». Кроме того, его протест вызвал арифметический раздел книги. Более лояльным оказался педагог и писатель Фёдор Резенер, который, сделав на страницах журнала «Народная школа» несколько замечаний (они касались чрезмерного уклона «Азбуки» в сторону мифов и некоторой хаотичности при выборе естественно-научного материала), тем не менее высоко оценил литературную основу книги и «превосходный язык» автора.
В целом полемика вокруг языка, которым была написана книга, оказалась достаточно оживлённой. Так, смысл статьи беллетриста Василия Авсеенко, напечатанной в газете «Русский мир», сводился к тому, что дарование Толстого несравнимо с его «почерком» в «Азбуке»: утратив сочность собственной речи, автор использовал в книге «язык заурядный, каким писал для детей покойный Ушинский и другие опытные педагоги». С этим мнением не согласился некто К. Л. — журналист педагогического журнала «Детский сад», который отдельно отметил и «живость и естественность» коротких рассказов писателя, и «мастерство, которое отличает всё, что пишет граф Л. Н. Толстой».

## Реакция автора на критику
Первые критические отзывы, появившиеся в «Санкт-Петербургских ведомостях», задели писателя, однако не поколебали его уверенности в том, что он выпустил нужную книгу. В письме Страхову, датированном 12 ноября 1872 года, Толстой признавался, что негативные отклики его «почти не интересуют»: «Я так уверен, что я воздвиг памятник этой „Азбукой“». Однако кампания по дискредитации пособия разрасталась, и некоторые «уколы» рецензентов оказались весьма болезненными как для Толстого, так и для Страхова, чувствовавшего свою ответственность за книгу. На негодующую публикацию в «Вестнике Европы» он отреагировал статьей, в которой назвал претензии рецензента «забавными». Отвергая упрёки, Страхов напомнил, что Толстой вправе использовать в своей «Азбуке» рассказы «собственного изделия», и дал понять, что пора выбираться из той «густой тьмы, в которой бродят наши просветители».
До поры до времени писатель старался не вступать в полемику со своими оппонентами. Как свидетельствуют записи Софьи Андреевны Толстой, сделанные в январе 1873 года, несмотря на «страшный неуспех» книги, Лев Николаевич считал свой труд исключительно полезным и пребывал в уверенности, что «„Азбука“ есть необыкновенно хороша и её не поняли». Однако некоторые из рецензий оказались столь жёсткими, что, почувствовав «оскорбление и уныние», автор подготовил несколько ответов. Один из них, адресованный нескольким рецензентам сразу, остался неотправленным:

Один из них говорит, что я показал своё невежество в славянском языке. <…> Другой критик всё время упрекает меня в кисло-сладенькой самодельной морали. <…> Этот же критик говорит, что все знаки препинания поставлены огульно. Читаешь и не веришь своим глазам.

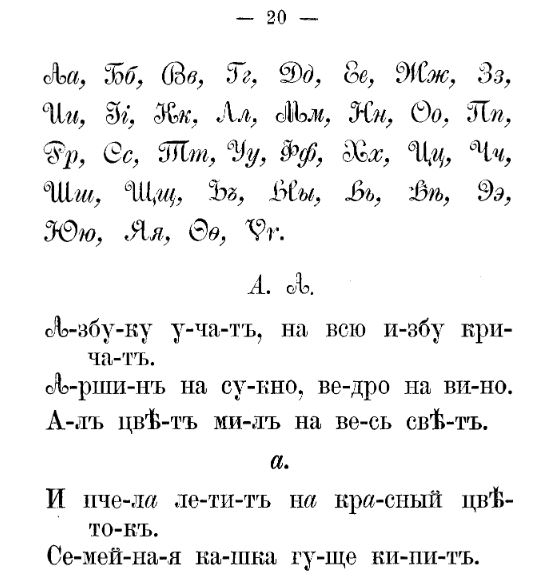
«Азбука». 1872

В другом письме, отосланном в адрес редакции газеты «Московские ведомости» (1 июня 1873), Толстой пояснил, почему считает свою методику обучения письму и чтению верной. Отметая упрёки в незнании модного в ту пору «звукового способа», писатель напомнил, что именно он в начале 1860-х первым в России апробировал его в своих образовательных заведениях. Практика показала, что звуковой принцип гораздо менее действенный, нежели предлагаемая в «Азбуке» система «азов и складов». Опыт работы в толстовских школах свидетельствует о том, что педагог может обучить толкового ребёнка грамоте за три-четыре урока; на неспособного ученика придётся затратить «не более 10 уроков». Гарантируя эффективность своей методики, Толстой предложил московскому комитету грамотности, а также всем скептикам провести открытые испытания с использованием того и другого способа.

## Педагогические идеи
Созданные специально для «Азбуки» небольшие рассказы — это, по словам литературоведа Константина Ломунова, «новый, небывалый в литературе тип короткого рассказа». Некоторые из них столь коротки, что состоят всего из несколько строчек, однако представляют собой не набор разрозненных предложений, а законченные художественные миниатюры. Толстой, многократно перерабатывая каждую из историй, говорил, что дети — «самые строгие судьи в литературе. Нужно, чтобы рассказы для них были написаны и ясно, и занимательно, и нравственно».
Исследователи отмечали, что изображение букв в толстовском пособии заметно отличалось от тех вариантов, что использовали педагоги во второй половине XIX века. На его страницах был максимально упрощённый силуэт знаков — без виньеток, орнаментов и иных декоративных элементов. Писатель стремился к простоте рисунка, потому что считал, что сложность картинки «затрудняет запоминание главной фигуры».
В вызвавшем много споров разделе об арифметике также присутствовал новаторский подход Толстого, полагавшего, что в учениках надо развивать «сознательное отношение к числу во всех комбинациях». В качестве наглядного пособия писатель использовал счёты с костяшками: соответствующие иллюстрации, размещённые в «Азбуке», давали возможность детям решать примеры на все четыре арифметических действия. Для «умственных упражнений» Толстой ввёл в программу начальной школы самые разные системы счисления; этот метод, по утверждению Павла Бирюкова, раскрывал тему «с совершенно новой, неожиданной стороны и давал новое обобщение целых и дробных чисел»

## «Новая азбука»
Толстой надеялся, что «Азбука» будет рекомендована Министерством народного просвещения в качестве учебника для народных школ России. Однако усилия Страхова, представившего пособие в Учёный совет этого ведомства, оказались напрасными: одобрения в высоких инстанциях книга не получила. Осенью 1874 года писатель взялся за её переработку. В январе 1875 года задуманный вариант был готов; автор назвал его «Новая азбука». Уже через четыре месяца она вышла из печати.
Этому учебнику удалось избежать массового неприятия, постигшего его «предшественника». Толстой учёл многие замечания педагогов; как результат — в «Новой азбуке» появился «отдел постепенного чтения», в котором поэтапно вводились слова с разной длиной слогов; все материалы были скомпонованы по принципу «От простого — к сложному». Специально для нового пособия писатель сочинил более сотни небольших произведений, в том числе рассказ «Филиппок» и сказку «Три медведя». Раздел арифметики, вызывавший наибольшие споры, был исключён вообще.
Азбуки отличались друг от друга не только содержанием, но и ценой. Первое издание распространялось за два рубля; для массового читателя это были немалые деньги, поэтому реализация тиража шла тяжело, несмотря на то, что ситуацию контролировала лично жена Толстого. Литературовед Виктор Шкловский упоминал со ссылкой на библиофила Миронова, что курьеру из книжного магазина, приезжавшему за очередной партией учебников в дом писателя, их выдавали «на развес» — продажа шла «пудами». Стоимость «Новой азбуки» (14 копеек) в целом устроила читателей. Снизить цену удалось за счёт уплотнения текста: распределив его на две колонки и убрав заголовки из многих коротких рассказов, Толстой уложился в 92 страницы.

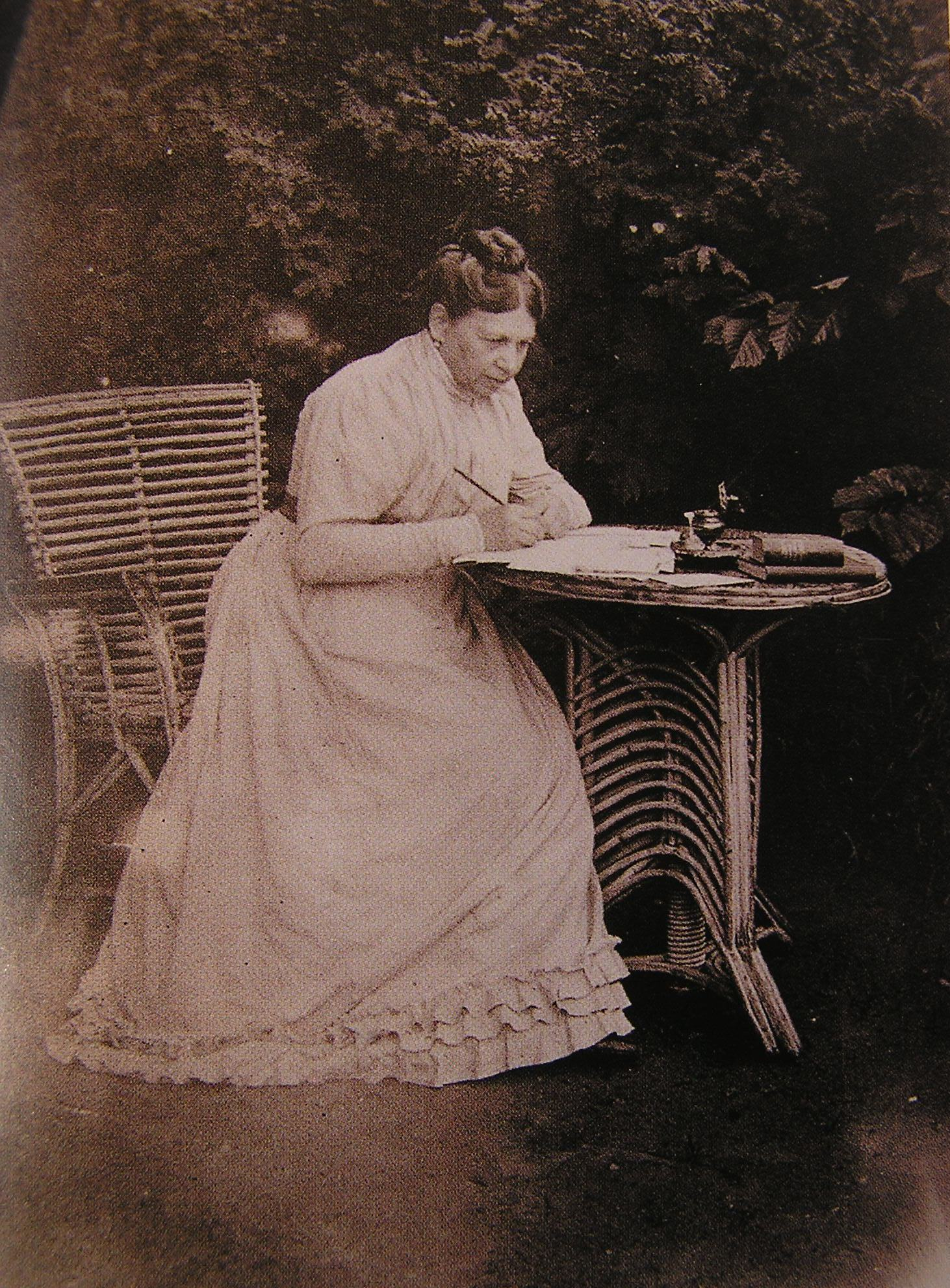
С. А. Толстая

Пресса на сей раз была более благосклонна: так, газета «Голос» похвалила в своей рецензии и содержательную часть пособия, и оформление, и качество печати. Журналист «Московских епархиальных ведомостей» сообщил на страницах своего издания о небольшом эксперименте: рассказы из «Новой азбуки» были предложены пятилетним детям, обученным грамоте; те легко сумели их прочитать и пересказать, проявив неподдельный интерес к сюжетам. В конце июня 1875 года состоялось очередное заседание Учёного совета, призванного определить, какова роль «Новой азбуки» в российской образовательной системе. Доклад поэта Аполлона Николаевича Майкова, в котором отмечалось, что «подобного материала для чтения не представляет ни одно из существующих руководств», во многом повлиял на итоговое решение чиновников: Министерство народного просвещения рекомендовало использовать толстовский учебник в народных школах.
Пособие Толстого многократно переиздавалось, однако любой его выход был сопряжён со сложностями. Согласно записям, сделанным Софьей Андреевной Толстой летом 1891 года, много сил и времени у неё отнимала корректура. Чиновники Учёного комитета настаивали, чтобы из упражнений для чтения были изъяты «низкие слова» (вши, блохи, клоп), а также некоторые рассказы, в которых фигурируют эти насекомые («О лисе и блохах», «О глупом мужике»). Писатель отказался вносить изменения, считая, что речь идёт о бытовых вещах, понятных всем детям, поэтому исправлением текстов занималась его жена.